# Змија леопард
Змија леопард (латински: Zamenis situla) врста је змије из породице Colubridae. То је неотровна змија.

## Изглед
У боји, огртач леопарда је сива или сива са низом црвенкастих или смеђих попречних мрља на леђима, које су обрубљене црном бојом. На свакој страни налази се низ малих црних тачака, које се смјењују са дорзалним тачкама. На потиљку је ознака у облику слова И, и црна ознака у облику српа од једног ока до другог преко преинтеркалуса и црна трака бочних љускица дијагонално од угла уста. Трбух је бијели, са црном шаховницом, или скоро потпуно црн. Леђне љуске су глатке и распоређене у 25 или 27 редова. Одрасли појединци достижу дужину до 90 центиметара, од којих 16 отпада на реп.

## Распрострањеност и станиште
Змија леопард се налази у Албанији, Босни и Херцеговини, Сјеверној Македонији, Бугарској, Грчкој, Италији, Малти, Србији, Турској, Украјини, Хрватској, Црној Гори и евентуално на Кипру.

## Начин живота
Природно живи у шикарама, на пашњацима, у плантажама и сеоским баштама. Није отровна, и као већина смукова, убија свој плен дављењем. Веома је вјешт у кретању по камењу, стенама и зидовима за пењање. Када лови плен, завлачи се у ровове. Активан је углавном током дана. Храни се малим глодарима, као што су ровке, а понекад и птицама и гмизавцима.
Женке се паре сваке две године, а мужјаци су тада веома агресивни. Током парења, мужјак зубима држи женку за главу или врат, омотавајући се око ње. Након парења, женка полаже 2-8 релативно великих јаја, и остаје са њима неколико дана. Живи до 25 година, а полну зрелост достиже око 3 године.